# ソウル・オブ・シバ!!
ソウル・オブ・シバ!!は宝塚歌劇団のショーである。演出は 藤井大介。
初演は2005年である。

## 主な出演者
- 轟悠
- 湖月わたる
- 檀れい
- 松本悠里
- 安蘭けい
- 立ともみ
- 英真なおき
- 万里柚美
- 立樹遥
- 真飛聖
- 涼紫央
- 白羽ゆり
- 柚希礼音
- 陽月華